# Kemecsey Imre
Kemecsey Imre (Budapest, 1941. február 11. –) Európa-bajnok, olimpiai ezüstérmes kajakozó, edző.

## Pályafutása
Tizenöt évesen kezdett el kajakozni az MTK-ban. Pályafutása során az Európa-bajnokságokon egy aranyat, két ezüstöt, valamint egy bronzérmet szerzett, a világbajnokságokon pedig egy ezüstöt és egy bronzot. Az 1960-as olimpián a férfi 4 × 500-as váltó tagjaként ezüstérmet szerzett. Az 1964-es olimpián negyedik lett a négyes 1000 méteres számban. Sportolói pályafutását egy kéztörés miatt kellett abbahagynia. 1969-ben kezdett el edzősködni, többek között tanítványa volt Csapó Géza és Angyal Zoltán, a Magyar Kajak-kenu Válogatott későbbi szövetségi kapitánya. 1980-ban megvédi doktori disszertációját. 1986-ban Kanadába költözött, ahol Renn Crishlow edzője lett. 